# 菲亞特 (伊利諾伊州)
菲亞特（英語：Fiatt）是位於美國伊利諾伊州富爾頓縣的一個非建制地區。該地的面積和人口皆未知。

## 地理
菲亞特的座標為40°33′37″N 90°10′47″W / 40.56028°N 90.17972°W，而該地的平均海拔高度為205米（即673英尺）。